# Боррего, Орландо
Орландо Боррего Диас (исп. Orlando Borrego Díaz, 3 марта 1936, Ольгин — 25 июня 2021) — кубинский революционер и экономист, член Движения 26 июля и Коммунистической партии Кубы, ближайший помощник Че Гевары по Национальному институту аграрной реформы (заместитель) и Министерству промышленности (заместитель министра), глава Министерства сахарной промышленности и советник Совета министров Кубы. Советник Николаса Мадуро.

## Работы
- El desarrollo de la industria azucarera en Cuba (1965)
- La ciencia de dirección, antecedentes y enfoques actuales (1987)
- El Che en el socialismo (1989)
- El Che del siglo XXI (1997)
- Che: El camino del Fuego (недоступная ссылка) (2001)
- Che: Recuerdos en ráfagas (2003)